# Ctenomys andersoni
El cujuchi de Anderson (Ctenomys andersoni) es una especie de roedor del género Ctenomys de la familia Ctenomyidae. Habita en el centro-oeste de Sudamérica.

## Taxonomía
Descripción original
Esta especie de roedor fosorial fue descrita originalmente en el año 2014 por los zoólogos Scott L. Gardner, Jorge Salazar-Bravo y Joseph A. Cook. Su individualidad dentro del género Ctenomys fue detectada evaluando su estatus taxonómico sobre la base de la utilización tanto de rasgos morfológicos como cariológicos, combinándolos además con resultados de análisis filogenéticos de marcadores moleculares, empleando secuencias de ADN para un locus mitocondrial.
Holotipo
El holotipo designado es el catalogado como: MSB63387 (Museo de Biología del Sudoeste); consta de la piel, cráneo y esqueleto axial de un macho adulto colectado el 9 de julio de 1990 (con número de campo SA9971) y preparado por Sydney Anderson. Al ser recogido, se separó tejidos del hígado, del riñón y del corazón, los que fueron congelados en nitrógeno líquido y posteriormente almacenados a -80 °C en la División de Recursos Genómicos del Museo de Biología del Sudoeste, con el número de registro: NK21221.
Localidad tipo
La localidad tipo referida es: “Cerro Itahuaticua, en las coordenadas 19°48′S, 63°31′W, a una altitud de 810 msnm, en el departamento de Santa Cruz, Bolivia”.
Etimología
Etimológicamente, el término específico andersoni es un epónimo que refiere al apellido de la persona a quien fue dedicada, el curador emérito del Departamento de Mastozoología del Museo Americano de Historia Natural, doctor Sydney Anderson. Desde el año 1984, él dirigió expediciones de equipos de investigadores que colectaron especímenes en toda Bolivia.
Caracterización y relaciones filogenéticas
El ejemplar tipo midió 271 mm de longitud del cuerpo más cabeza; la cola fue de 73 mm. Su cariotipo es 2n = 46 y FN = 50.
Este tucotuco, pertenece al “grupo de especies Ctenomys boliviensis”. Tiene un tamaño mediano, con denso pelaje dorsal con un patrón cromático marrón, que exhibe una franja casi indistinta en tonos oliva-amarronados. Ventralmente su coloración está bien diferenciada de la dorsal, al ser mucho más clara.

## Distribución geográfica y hábitat
Esta especie de roedor es endémica del centro-este de Bolivia.
Se distribuye en el sudoeste del departamento de Santa Cruz, específicamente en la zona del cerro Itahuaticua, en altitudes de alrededor de 810 m s. n. m..
La vegetación de las laderas se adscribe a los bosques de valles secos interandinos.
Está compuesta de especies de leguminosas arbóreas espinosas y de hoja caduca junto con varias especies de cactus, principalmente del género Opuntia. En varios sectores se presentan afloramientos de piedra caliza.